# Meromacrus panamensis
Meromacrus panamensis är en tvåvingeart som beskrevs av Charles Howard Curran 1930. Meromacrus panamensis ingår i släktet Meromacrus och familjen blomflugor.
Artens utbredningsområde är Panama. Inga underarter finns listade i Catalogue of Life.